# Lumban Jaean
Lumban Jaean is een bestuurslaag in het regentschap Tapanuli Utara van de provincie Noord-Sumatra, Indonesië. Lumban Jaean telt 494 inwoners (volkstelling 2010).